# Landkreis Wolfhagen

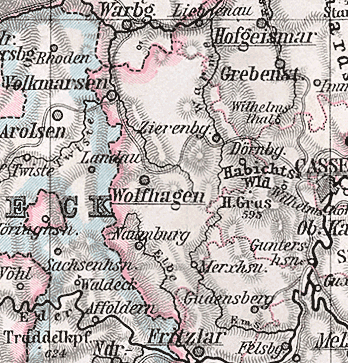
Historische Karte (1905)

Der Landkreis Wolfhagen war bis 1972 ein Landkreis in Hessen. Sein Gebiet liegt heute großteils im Landkreis Kassel, sein Sitz befand sich in Wolfhagen.

## Nachbarkreise
Der Landkreis grenzte Anfang 1972, im Uhrzeigersinn im Norden beginnend, an den Kreis Warburg (in Nordrhein-Westfalen) sowie an die Landkreise Hofgeismar, Kassel, Fritzlar-Homberg und Waldeck (alle in Hessen).

## Geschichte
Der Kreis Wolfhagen wurde 1821 im Kurfürstentum Hessen gegründet. Nach dessen Annexion durch Preußen als Folge des Deutschen Kriegs im Jahr 1866 gehörte er zum Regierungsbezirk Kassel der preußischen Provinz Hessen-Nassau. 1896 wechselte die Gemeinde Großenhof aus dem Kreis Kassel in den Kreis Wolfhagen und wurde Teil der Gemeinde Martinhagen.
Zum 1. Oktober 1932 sollte der Landkreis Wolfhagen mit dem Landkreis Kassel zu einem neuen Landkreis Kassel zusammengeschlossen werden, allerdings wurde dies ebenso wenig verwirklicht wie der geplante Zusammenschluss mit dem Kreis der Twiste zu einem neuen Landkreis Arolsen zum 1. April 1934.
Ab 1946 war der Landkreis Teil des Bundeslandes Hessen.
Am 31. Dezember 1971 schied die Gemeinde Martinhagen aus dem Landkreis aus und wurde in die Gemeinde Hoof im Landkreis Kassel eingegliedert.
Im Rahmen der Gebietsreform in Hessen wurde der größte Teil des Landkreises am 1. August 1972 mit den Nachbarkreisen Kassel und Hofgeismar zum neuen Landkreis Kassel zusammengeschlossen. Die Stadt Volkmarsen kam zum damaligen Landkreis Waldeck.

## Einwohnerentwicklung

### Landkreis
| Jahr | Einwohner | Quelle |
| ---- | --------- | ------ |
| 1871 | 24.272    | [ 6 ]  |
| 1890 | 23.958    | [ 7 ]  |
| 1900 | 23.957    | [ 7 ]  |
| 1910 | 24.659    | [ 7 ]  |
| 1925 | 25.732    | [ 7 ]  |
| 1939 | 27.084    | [ 7 ]  |
| 1950 | 41.728    | [ 7 ]  |
| 1960 | 36.600    | [ 7 ]  |
| 1970 | 41.186    | [ 8 ]  |
| 1971 | 40.800    | [ 9 ]  |

### Gemeinden
Einwohnerentwicklung der Gemeinden mit mehr als 1000 Einwohnern:
| Gemeinde     | 1871 | 1939 | 1961 | 1970 |
| ------------ | ---- | ---- | ---- | ---- |
| Balhorn      | 953  |      | 1263 | 1332 |
| Breuna       | 924  | 1052 | 1286 | 1424 |
| Dörnberg     | 867  | 1095 | 1608 | 1874 |
| Ehlen        | 665  | 1030 | 1397 | 1686 |
| Merxhausen   | 434  | 1125 |      |      |
| Naumburg     | 1432 | 1455 | 2259 | 2375 |
| Oberelsungen | 671  |      |      | 1072 |
| Sand         | 951  | 1373 |      |      |
| Volkmarsen   | 2468 | 2702 | 3829 | 4202 |
| Wettesingen  | 753  |      | 1133 | 1217 |
| Wolfhagen    | 2869 | 3481 | 5893 | 6747 |
| Zierenberg   | 1601 | 1736 | 2545 | 3251 |

## Politik

### Landräte
- 1821–1832 Carl Michael Heuser (als Kreisrat, später Landrat in Witzenhausen)
- 1832–1836 Christian Emil Plitt (bis 1834 als Kreisrat, später Landrat in Ziegenhain)
- 1836–1849 Wilhelm Gideon Schwarzenberg (zuvor Landrezeptor in Rinteln, dann Landrat für den Kreis Schaumburg)
- 1849–1850 Georg Daube (als Erster Verwaltungsbeamter)
- 1850–1851 Georg Sebastian Kremer (als Erster Verwaltungsbeamter)
- 1851–1864 Karl Wilhelm Bickell (zuvor Kreissekretär in Marburg und Landrat in Witzenhausen)
- 1864–1865 Friedrich Bartolomäus (als Kreissekretär und stellvertretender Landrat)
- 1865–1868 Thomas Boch[11] (zuvor Landrat in Gelnhausen, später in Witzenhausen)
- 1868 Friedrich Bartolomäus (als Kreissekretär)
- 1868–1869 August Wagner (als Kommissarischer Landrat)
- 1869–1879 Christian Ludwig Weber (zuvor Landrat in Hanau, dann in Fritzlar)
- 1879–1883 Theodor von Becherer (bis 1880 als Kommissarischer Landrat, zuvor Kommissarischer Kanzler beim deutschen Konsulat in Moskau sowie Amtmann in Montabaur und Vöhl)
- 1883–1919 Ludwig von Buttlar (bis 1885 als Kommissarischer Landrat)
- 1919–1933 Adolf von Uslar (später Kommissarischer Landrat in Witzenhausen)
- 1933–1945 Fritz Elze (zuvor Regierungspräsident in Gumbinnen, dann Dezernent und Leiter der Gestapo in Kassel, später Oberregierungsrat in Kassel)
- 1945–1948 Gustav Röhl (zuvor Bürgermeister in Niederelsungen, später Vorsitzender der Gemeindevertretung in Niederelsungen)
- 1948 Helmut vom Hof
- 1948–1949 Franz Rauscher (als Erster Kreisdeputierter, zuvor Bürgermeister in Wolfhagen)
- 1949 Heinrich Grebe (als Erster Kreisdeputierter)
- 1949–1955 Hermann Rühmekorf (zuvor Oberregierungsrat in Braunschweig und Ministerialrat in Berlin)
- 1955–1973 Alexander von Mielecki (zuvor Regierungsrat in Kassel)

### Wappen
Im November 1951 wurde dem Landkreis Wolfhagen durch das Hessische Staatsministerium das Recht zur Führung eines Wappens verliehen.

## Gemeinden

### Stand 1966
Bis zu den ersten Gemeindefusionen im Jahr 1967 bestand der Landkreis Wolfhagen aus 36 Gemeinden, von denen vier das Stadtrecht besaßen:
|  | Altendorf Altenhasungen Altenstädt Balhorn Breuna Bründersen Burghasungen Dörnberg Ehlen | Ehringen Elben Elberberg Escheberg Heimarshausen Hohenborn Ippinghausen Istha Laar | Leckringhausen Martinhagen Merxhausen Naumburg, Stadt Niederelsungen Niederlistingen Nothfelden Oberelsungen Oberlistingen | Oelshausen Riede Sand Viesebeck Volkmarsen, Stadt Wenigenhasungen Wettesingen Wolfhagen, Stadt Zierenberg, Stadt |

### Stand 31. Juli 1972
Am 1. Januar 1967 entstanden die neue Gemeinde Emstal durch Zusammenschluss der Gemeinden Merxhausen und Sand sowie die neue Gemeinde Elbenberg durch Zusammenlegen der Gemeinden Elben und Elberberg. Am 31. Dezember 1971 entstand außerdem die neue Gemeinde Habichtswald durch Zusammenschluss der Gemeinden Dörnberg und Ehlen. Nach einer Reihe weiterer Gemeindefusionen bestanden im Landkreis Wolfhagen zum Zeitpunkt seiner Auflösung am 31. Juli 1972 noch sieben Gemeinden:
- Breuna
- Emstal
- Habichtswald
- Naumburg, Stadt
- Volkmarsen, Stadt
- Wolfhagen, Stadt
- Zierenberg, Stadt

## Kfz-Kennzeichen
Am 1. Juli 1956 wurde dem Landkreis bei der Einführung der bis heute gültigen Kfz-Kennzeichen das Unterscheidungszeichen WOH zugewiesen, das bis zum 31. Juli 1972 ausgegeben wurde. Seit dem 2. Januar 2013 ist es auf Grundlage der Kennzeichenliberalisierung im Landkreis Kassel wieder erhältlich.